# La mort de l'avar
La mort de l'avar, també anomenada Mort i misèria, és una obra del pintor holandés Hieronymus Bosch, creada cap al 1500-1510. Ara es troba a la National Gallery of Art de Washington. L'obra és el plafó dret d'un tríptic, ara dividit, el Tríptic del vagabund. Els altres plafons en són El vaixell dels bojos i Al·legoria de la disbauxa i el plaer.

## Context
La mort de l'avar entra dins de la tradició del memento mori, obres que recorden a l'espectador com és d'inevitable la mort. La taula mostra la influència dels llibres de text populars del segle XV sobre l'Ars moriendi, destinat a ajudar els cristians a triar entre la religió o els "plaers culpables". A mesura que s'acosta la mort, l'avar, incapaç de resistir les temptacions del món, estira la mà cap a una bossa d'or que li ofereix un dimoni, tot i que un àngel li mostra la direcció d'un crucifix des del qual baixa un raig de llum.

## Descripció
La taula conté referències a estils de vida dicotòmics. En l'única finestra de la cambra hi ha un crucifix. Un raig de llum il·lumina l'habitació, submergida en la foscor. Un diable que sosté una brasa és damunt del dosser del llit i s'inclina sobre el moribund, esperant el seu moment. La mort vesteix amb roba fluida. Sosté una fletxa a la mà amb què apunta a l'entrecuix de l'avar, indicant que el moribund pateix una malaltia venèria associada al sexe.
En primer pla, H. Bosch potser representa l'avar, com ho era abans, amb plena salut, acumulant or en un cofre mentre agafa el rosari a les mans. Els símbols de poder com el casc, l'espasa i l'escut al·ludeixen a la bogeria terrenal, i insinuen l'estatus social d'aquest home durant la seua vida, tot i que a la mort s'enfrontarà nu, sense armes. La representació de natures mortes per a simbolitzar la vanitat, el caràcter efímer o la decadència esdevindria un gènere en si mateix al segle XVII entre els artistes flamencs.
Que l'avar accedisca o no, en els darrers moments, a la "salvació" cristiana, o si s'aferra a la seua riquesa material, hi resta sense resoldre's.(3)